# Station Capelle-Vrijhoeve
Station Capelle Vrijhoeve (Kc) is een station aan de voormalige Langstraatspoorlijn tussen Lage Zwaluwe en 's-Hertogenbosch. Het station lag nabij het Noord-Brabantse 's Grevelduin-Capelle en Kaatsheuvel.
Het station was in gebruik van 1 november 1886 tot 1 augustus 1950. In 1950 werd het stationsgebouw gesloopt.